# Cantonul Floirac
Cantonul Floirac este un canton din arondismentul Bordeaux, departamentul Gironde, regiunea Aquitania, Franța.

## Comune
- Bouliac
- Floirac (reședință)
- Tresses